# TOPradio
TOP is een Vlaams radiostation. Het format bestaat vooral uit dance en dancepop. De huidige slogan van het station is We Make You Move.
TOP haalt dagelijks, volgens CIM RAM september 2024 - december 2024 van het CIM, een marktaandeel van 1,66%.

## Geschiedenis

### Voorloper Radio S.I.S.
Midden 1981 besloten vier Gentse studenten om een, voor die tijd, vernieuwend radioconcept op te starten. Het nieuwe radiostation moest zich richten op een leeftijdsgroep van 15 tot 35 jaar en Vlaamse muziek was uit den boze. In februari 1982 ging het station voor Gent van start onder de naam Radio One. Later, in 1987, werd een naamsverandering doorgevoerd. Vanaf dan zond het station uit onder naam van Radio S.I.S..
Bij de frequentie-erkenningsronde van 1990 kreeg Radio S.I.S. een volwaardige frequentie toegekend om 24 uur per dag uit te zenden via 102,8 MHz. Het radiostation kende door de verdere uitbouw een groot succes in de regio van Gent. In 1994 sloten een zender in Brugge en een zender uit Kortrijk zich aan bij Radio S.I.S. Vanaf dat moment werd onder een nieuwe roepnaam Dansradio Vlaanderen uitgezonden in de drie steden met een gemeenschappelijke programmatie.

### TOPradio onder VMMa (1998-2003)
In 1996 werd de naam veranderd naar TOPradio. De jaren nadien groeide het aantal frequenties. Twee jaar later, eind 1998, werd een samenwerking aangegaan met de VMMa, het huidige DPG Media. De holding boven VTM en destijds Kanaaltwee nam de productie en distributie van de TOPradio-programma's over. Zo werden de radioprogramma's van TOPradio (o.a. Het Land van Hoogland met Peter Hoogland) live uitgezonden op Kanaaltwee. 
Op 31 mei 2003 kwam het tot een breuk met de VMMa. De VMMa had plannen om TOPradio om te dopen tot JIMfm, een radiostation met een breder muziekformat. Dat station is er echter nooit gekomen. TOPradio kreeg een doorstart met programma's voor Vlaanderen vanuit de studio's in Gent. Via een netwerk van straalverbindingen werd het signaal verdeeld naar de verschillende uitzendlocaties. 
In 2003 werden naar aanleiding van het nieuwe frequentieplan hogere uitzendvermogens voor Oost- en West-Vlaanderen toegekend. In 2006 startte TOPradio met de bouw van een eigen mast om het zendcomfort van de (toenmalige) Gentse frequentie 99,4 MHz aanzienlijk te verbeteren.

### TOPradio pioniert met DAB+
In mei 2015 startte TOPradio, samen met 6 andere commerciële spelers op de radiomarkt, met uitzendingen via DAB+ (Digital Audio Broadcasting). Met deze lancering werd het radioaanbod van de VRT en de RTBF, die in totaal 16 DAB-kanalen in de ether hebben, uitgebreid. Via DAB+ zendt TOPradio in heel Vlaanderen uit via mux 11A van Norkring.

### TOPradio wordt nieuwe semi-landelijke netwerkradio
Op 15 september 2017 kende de Vlaamse Regering de erkenningen voor de netwerkradio's toe. TOPradio kreeg aanvankelijk geen nieuwe erkenning en beschikte zo vanaf 1 januari 2018 niet langer over FM-frequenties (behalve in de omgeving van Gent). Met behulp van crowdfunding haalde de zender wel genoeg geld op om nog (minstens) een jaar digitaal uit te zenden, via DAB+, internet en digitale tv. Op 9 maart 2018 kreeg TOPradio alsnog een erkenning als netwerkradio nadat de Raad van State de erkenning van HIT! schorste. In mei 2018 kwam de zender zo uiteindelijk terug op FM.

### Rebranding
Op 28 juni 2019 nam TOPradio afscheid van het meer dan 20 jaar oude logo. Het muziekaanbod, de dj's en presentatoren zijn net zoals de luisteraars veranderd, waardoor een restyling nodig was, klonk het bij de radiozender. Het nieuwe logo is in vet en heeft scherpe kantjes waarmee naar het zendergeluid wordt verwezen. In september van dat jaar besteedde TOPradio de reclameregie van de zender uit aan DPG Media, waar het al eerder mee samenwerkte. De naam TOPradio werd kortweg TOP.

## Programma's
- Jeroen & Koen - Jeroen Gorus en Koen Van der Sloten
- Bram & Laura - Bram Vanhee en Laura Van den Broeck
- Allez, Xander - Xander Peeters
- Dance Request Live In The Mix - Jens De Wilde en DJ One-T
- Daan De Scheemaeker
- Jonathan Vanhelleputte
- TOP HIT 40 - Jens De Wilde
- Kurt Vermeiren
- Global Dance Chart - Koen Van der Sloten
- The Partyroom - Wouter De Vries
- Christophe Aps
- Valerie & Co - Valerie Wynants
- Lowie Beirnaert
- Dance Battle - Kurt Vermeiren
- Dance Around The World - Bryan Loef-Rimaux

### Huidige presentatoren
- Jeroen Gorus
- Koen Van der Sloten
- Valerie Wynants
- Bram Vanhee
- Laura Van den Broeck
- Xander Peeters
- Wouter De Vries
- Christophe Aps
- Jonathan Vanhelleputte
- Daan De Scheemaeker
- Jens De Wilde
- One-T
- Kurt Vermeiren
- Lowie Beirnaert
- Bryan Loef-Rimaux
- Alexander Ballekens

## Speciale programma's en acties
- Dance Top 1000
- De Schaamteloze 100
- De Schaamteloze 300
- Retro Arena Top 500
- 90'S top 400
- Heroes van de Zeroes Top 500
- Made in Belgium Top 100
- Summer Beat 500
- Top 69
- Club Quarantaine

## Digitale zenders
- TOP2
- Dance TOP 1000
- TOPtechno
- TOPretroarena
- TOPzen
- TOPschaamteloos
- TOPbam
- TOPversuzRadio
- TopZillion100 (sinds 16/06/2023)
- Radio Kamping Kitsch Club
- Tomorrowland One World Radio

## Frequenties
- FM-frequenties:
  - West-Vlaanderen:
    - Egem: 94.0 FM
    - Roeselare: 106.7 FM
    - Ieper: 105.7 FM
    - Kortrijk: 92.7 FM
    - Oostende: 105.4 FM

  - Oost-Vlaanderen:
    - Gent: 102.8 FM
    - Gent: 96.3 FM
    - Aalst: 102.7 FM
    - Aalst: 90.0 FM
    - Sint-Niklaas: 105.3 FM

  - Antwerpen:
    - Antwerpen: 104.2 FM
    - Geel: 106.3 FM
    - Mechelen: 104.8 FM
    - Turnhout: 103.9 FM (binnenkort)
    - Turnhout: 105.1 FM

  - Vlaams-Brabant:
    - Leuven: 102.6 FM

  - Brussel: 102.8 FM
  - Limburg:
    - Hasselt: 99.2 FM
    - Hasselt: 103.8 FM (binnenkort)
    - Genk: 105.4 FM
- DAB+ Norkring: kanaal 11A
- Telenet Digitaal Vlaanderen: kanaal 913
- Telenet Digitaal Brussel: kanaal 933
- Orange Digitaal: kanaal 868